# Georges Ohsawa
Georges Ohsawa va ser un pensador japonès (Kyoto, 18 d'octubre del 1893 - Tòquio, 24 d'abril del 1966), fundador de l'ensenyament conegut com a "macrobiòtica". El seu veritable nom era Yukikazu Sakurazawa (en japonès: 桜沢如一), tot i que també signava Nyoiti –pronunciat "Joixi"– Sakurazawa.

## Petita biografia
Georges Ohsawa va néixer a l'època dels trasbalsos socials causats per la restauració Meiji, en la que tot un sistema de vida ancestral es va veure abocat de sobte cap a la modernitat. Va créixer en el si d'una família molt pobra; a l'adolescència hom va diagnosticar-li la tuberculosi (de la qual havien mort diversos membres de la seva família) i es va guarir amb el mètode natural del Dr. Sagen Ijizuka (1850-1909). Aquest preconitzava la guarició de les malalties sense medicaments tot equilibrant, en l'alimentació, la relació entre el sodi i el potassi. Aquest sistema, que va tenir molt èxit, era una adaptació científica de l'antiga tradició mèdica extrem-oriental, basada en el principi de l'equilibri entre el Yin i el Yang.
Ohsawa va aprofundir aquest mètode i, a través dels seus propis estudis i recerques, va ampliar-lo fins a crear el que esdevingué la "macrobiòtica": un sistema alhora filosòfic i pràctic que vol ajudar a desenvolupar l'enteniment humà. Va adquirir el convenciment que si s'apliquessin els principis del seu ensenyament, hom podria resoldre els problemes i conflictes de la humanitat, i va dedicar la seva vida a mirar de demostrar-ho.
Amb aquest objectiu, tot fent cursos, conferències i campaments, Ohsawa va escriure centenars de llibres, va ajudar milers de malalts amb el seu mètode alimentari, va col·laborar amb diversos erudits i científics, va divulgar nombroses disciplines extrem-orientals i va trobar-se amb moltes personalitats del segle xx.
A partir de l'any 1953, va començar a ensenyar de manera sistemàtica arreu del món: va fer llargues estades a França i a Bèlgica, però també en altres indrets d'Europa i als Estats Units. En aquests països s'hi van crear grups d'estudi i centres permanents, periòdics, restaurants i fàbriques de productes macrobiòtics.
Georges Ohsawa va deixar molts deixebles al seu darrere, alguns dels quals esdevingueren ensenyants, com ara Herman Aihara a Califòrnia, Tomio Kikuchi al Brasil, Michio Kushi a Boston, René Lévy a Saint-Gaudens (França), Françoise Rivière a París o Jacques Skalka a Bèlgica. D'altres, certs dels quals no el van conèixer personalment, han fet un treball important per divulgar la seva obra, com Clim Yoshimi (secretari d'Ohsawa, traductor de certs dels seus escrits japonesos en francès), William Dufty (escriptor i difusor de la seva obra als EUA), Jean Baudry (ha realitzat diversos estudis a partir del seu ensenyament), Mauricio Waroquiers (traductor i editor dels llibres macrobiòtics en castellà), Marc Van Cauwenberghe (compilació de conferències i de textos dispersos)...
La seva companya Lima, que va néixer el 18 d'abril del 1898, va dirigir el "Centre Internacional Ignoramus" (el centre macrobiòtic del Japó) fins poc abans de la seva mort, sobrevinguda a Tòquio el 9 de novembre del 1999.

## L'ensenyament de Georges Ohsawa

Yin i Yang

L'ensenyament de Georges Ohsawa és el del "Principi Únic", o principi últim del funcionament de l'univers. La cosmologia oriental en la qual es basa parteix de la constatació de l'existència de dues forces primordials, oposades però complementàries (dites Yin i Yang en xinès, Tamàs - Rajàs a l'Índia, In - Yo al Japó) que, amb llurs interaccions, creen tots els fenòmens del món finit o manifestat. És un principi monista, que Ohsawa anomena del "monisme polaritzable": les dues forces són la manifestació de l'U i cerquen contínuament l'equilibri per tal de recrear una unitat.
Ohsawa ho considerava una realitat verificable que, per la seva simplicitat, pot aplicar-se fàcilment per a resoldre qualsevol problema concret de la vida, en qualsevol domini. Però considerava que aquesta antiga coneixença havia estat adulterada i deformada, tornant-se exclusivament metafísica i perdent el seu aspecte pràctic.
La seva intenció va ser presentar-ne una nova interpretació, simplificada, actualitzada i adaptada a la mentalitat moderna, materialista i científica –Ohsawa va insistir en el fet que ell "no havia inventat res"–. Per això, la concepció de Yin i Yang que proposa és física, la qual cosa explica les aparents contradiccions amb altres disciplines tradicionals: en la medicina xinesa tradicional, per exemple, certs òrgans es consideren Yin perquè se'ls aborda des del punt de vista metafísic (energètic, en aquest cas); en canvi, segons l'ensenyament d'Ohsawa, aquests mateixos òrgans es consideren Yang, perquè se'ls descriu des del punt de vista físic, de l'estructura.
La característica fonamental de l'ensenyament d'Ohsawa és el seu aspecte pràctic. Va atreure l'atenció sobre la influència primordial de l'alimentació no només sobre la salut, sinó també sobre el comportament i l'enteniment. Considerava el fet d'obtenir una "bona salut" com el fonament per a desenvolupar un enteniment capaç de copsar la globalitat o la realitat. Ara bé, la seva noció de "bona salut" difereix d'aquella normalment admesa: no es tracta pas de "sentir-se bé" o de "no estar malalt" sinó d'assolir un estat que ens permeti viure de manera lliure i independent.
Ohsawa va explicar-se sobretot oralment, però també per escrit. En total va publicar més de tres-centes obres redactades directament en diversos idiomes. També va desenvolupar una sèrie d'esquemes i taules explicatives que representen un resum concentrat del seu ensenyament; en elles hi explica, a partir de Yin i Yang, les "lleis" i "teoremes" que constitueixen "l'ordre de l'univers", el funcionament de l'enteniment humà, el desenvolupament de les malalties, quines són les condicions que cal reunir per a poder-se considerar "en bona salut", com equilibrar els àpats, etc.
També va classificar els aliments en Yin i Yang i va donar pautes que permeten a cadascú de trobar una dieta equilibrada adaptada al seu cas; per a això va fer innombrables experiències sobre si mateix per tal d'estudiar els efectes dels diferents aliments, desenvolupant així una mena de farmacopea alimentària molt extensa i precisa.
Ohsawa ensenya bàsicament la independència, de manera que en el seu ensenyament no s'hi troba cap prohibició; aconsella tan sols l'aplicació de les lleis universals a la vida de cada dia i al menjar en particular, la qual cosa permet adaptar-se a les circumstàncies, sempre canviants. Insisteix contínuament que les coses no s'han de creure cegament sinó que cal verificar-les i comprendre-les per un mateix: "Tingueu només confiança en vosaltres mateixos, en el vostre enteniment suprem, seguiu el vostre propi camí. No us refieu de cap Mestre. Escolteu, practiqueu, constateu i comprengueu per vosaltres mateixos. Sigueu lliures!"

## El llenguatge de Georges Ohsawa
Ohsawa s'explicava de manera "zen", és a dir, de manera paradoxal.
D'un cantó va fer un gran esforç per a fer-se entendre pel públic occidental, utilitzant el seu llenguatge i les seves referències. De l'altre, però, s'explicava d'una manera ben poc acadèmica: feia un gran nombre de preguntes que els estudiants havien de resoldre sols; tenia sovint un comportament sever (encara que la seva manera d'explicar-se fos molt humorística) i, en general, deixava que cadascú "madurés" al seu ritme, malgrat que això fos una font d'errors de comprensió.
Amb aquesta manera de fer pretenia sacsejar la gent, posant-la cara a cara amb ella mateixa, per tal "desvetllar-la" i ajudar-la a desenvolupar el seu enteniment.
Per això, l'ensenyament d'Ohsawa és a voltes difícil d'abordar per un neòfit, ja que reclama una mínima visió de conjunt.

## Cronologia

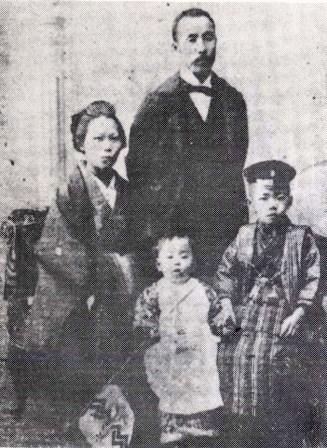
Ohsawa quan tenia set anys, amb els seus pares i el seu germà petit

- 1893 - Neix a Kyoto, el 18 d'octubre.

- 1902 - Mor la seva mare, a l'edat de 29 anys, de tuberculosi. Les seves dues germanes havien mort abans, de petites. El seu pare havia abandonat el domicili conjugal.

- 1908 - Hom li diagnostica tuberculosi pulmonar i intestinal. Mor el seu germà de ben jove, a l'edat de 16 anys, a causa d'aquesta malaltia. Ohsawa comptava només amb 14 o 15 anys, per la qual cosa, probablement, no es tractava del seu germà petit com indica la imatge, o bé, no tenia 16 anys quan va morir.

- 1910 - Considerat incurable per la medicina clàssica (hemoptisis greus). Escriu poemes que són publicats en revistes femenines.

- 1912 - Es guareix gràcies al mètode del Dr. Sagen Ijizuka (1850-1909), una terapèutica alimentària basada en l'equilibri Na / K.

- 1913 - Treballa en una empresa d'importacions i exportacions de Kobe.

- 1914 - Obté el diploma de l'escola de llengua francesa de Kobe, però perd la feina quan esclata la Primera Guerra Mundial. Es fa comissari de bord de llargs correus. Va a França per primer cop.

- 1915 - Esdevé el gerent d'una companyia d'importacions i d'exportacions, la Nakagiri Trading Co.

- 1916 - Es fa membre de la societat Shokuyo-Kai (食養), creada pel Dr. Sagen Ijizuka. Escriu articles per llur revista Shokuyo-Zassi; en un d'ells ja hi fa un manifest a favor d'una agricultura ecològica sense adobs químics. Estudia la filosofia i la medicina tradicionals (més tard esdevindrà president de la Societat dels Metges Tradicionals del Japó).

- 1917 - Esdevé el director general de la sucursal d'una altra societat d'importació-exportació, la Kumazawa, a Kobe. Fa conferències sobre la macrobiòtica i divulga els productes macrobiòtics. Comença a fer viatges anuals a ultramar per raons de feina.

- 1919 - Crea una revista literària japonesa en caràcters romanitzats que durarà sis anys: Yomigaeri.

- 1920 - Importa al Japó aparells emissors-receptors, càmeres especials ("Debrie" et "Parvo"), en les que hi fa modificacions, i pel·lícules "Kodak"; obté patents. Tradueix en japonès Les flors del mal, de Baudelaire, i escriu Tècnica moderna del cinema.

- 1923 - S'ocupa de les víctimes de la seu social de la seva companyia després del gran terratrèmol de la regió de Kantō.

- 1924 - Abandona les activitats professionals i es consagra de ple al moviment Shokuyo-Kai.

- 1927 - Esdevé el redactor en cap de la revista Shokuyo-Zassi, que existeix des del 1907.

- 1928 - Organitza el primer curs d'estiu del Principi Únic a Hokkaido; publica els seus primers llibres sobre macrobiòtica: La fisiologia de la mentalitat japonesa, Conferències de la macrobiòtica i El Doctor Sagen Ijizuka. Alhora gestiona un cine-club amb l'objectiu d'instruir el poble.

- 1929 – 1931 - Arriba a París pel Transsiberià, per a fer conèixer la filosofia del Principi Únic a Europa. Insisteix en la unificació de les cultures oriental i occidental; crea una amical franco-japonesa. Estudia a la Sorbona i a l'Institut Pasteur, en tant que auditor lliure. Al començament viu amb molt pocs recursos (per a menjar, cull plantes salvatges pels parcs de París, recull les restes de verdures que troba per terra quan plega el mercat i pren cereals venuts com a menjar pels ocells). Per a guanyar diners, escriu i publica algunes novel·les policíaques.

- 1931 – 1935 - Publica el seu primer llibre en francès sobre el seu mètode: El Principi Únic de la filosofia i de la ciència d'Extrem Orient (Ed. Vrin, París), amb un prefaci de René Grousset, de l'Acadèmia Francesa i de Serge Elisséev, filòsof. Escriu articles sobre l'acupuntura, el judo, l'haikai, el bonsai i també publica El llibre de les flors (Ed. Vrin, París). Col·labora amb Soulié de Morant en el desenvolupament de l'acupuntura, i es guanya la vida tot practicant aquest art i cuinant per a grups.

- 1935 - Torna al Japó amb un contracte exclusiu per a construir-hi un model d'avió ultra lleuger: el "Poll del Cel". Funda la revista macrobiòtica Musubi, que durarà deu anys.

- 1936 - Coneix Lima, que serà la seva companya fins a la fi de la seva vida (estava separat de la seva primera esposa).

- 1937 - És elegit president de la societat Shokuyo-Kai, que s'instal·larà a Tòquio, en un gran edifici nou de tres pisos; llur revista arribarà a comptar amb 10.000 subscriptors.

- 1938 - Tradueix en japonès L'home, un inconegut, d'Alexis Carrel.

- 1939 - Abandona la societat Shokuyo-Kai.

- 1940 - Funda l'Institut del Principi Únic, a Otsu.

- 1941 – 1944 - Les seves activitats contra la guerra faran que durant aquest període sigui perseguit i arrestat diverses vegades per les autoritats. Fa conferències i escriu una quarantena de publicacions en les quals, de manera més o menys encoberta, hi denuncia les conseqüències de l'escalada militar. En un llibret titulat Allò que farà morir el Japó (escrit l'any 1931 i reeditat), hi prediu la seva entrada en guerra i hi adverteix la seva derrota total. En un altre, El darrer i etern vencedor, hi prediu la retirada dels anglesos de l'Índia i l'assassinat de Mohandas Gandhi. Escriu igualment En el front de la lluita per la salut, L'aliment que guanyarà la guerra, 4.000 anys d'història de la Xina (Ed. Vrin, París), La fatalitat de la ciència, Nou estudi sobre l'estratègia de Sunzi...

- 1944- Reafirma la desfeta del Japó. Escriu als seus estudiants que es troben al front: "Absteniu-vos de prendre qualsevol aliment, sigueu el darrer vencedor. Encara que calgui desobeir, procureu sobreviure". Intenta entrar a Rússia des de Manxúria per a convèncer els dirigents soviètics d'intercedir per la pau, però és arrestat. S'evadeix i torna al Japó.

- 1945 - Acusat d'espionatge, torturat i condemnat a mort, és alliberat gràcies a la intervenció del fiscal Sato. Tot seguit intenta convèncer el general Iimura de fer un cop d'estat i de proposar la pau als Estats Units. Arrestat de nou, és alliberat a la fi de la guerra pels americans. Crea una nova revista, El Compàs, per a intentar reunir els seus amics dispersats a causa de la guerra.

- 1946 – 1948 - Crea un institut per a noies i col·labora amb el Moviment per un Govern Federal Mundial al costat de diverses personalitats. Tradueix de l'anglès el llibre Meeting of East and West, del Dr. F.S.C. Northrop. MacArthur li prohibeix professar qualsevol activitat social a causa del seu llibre Allò que farà morir el Japó, que aquest cop és considerat com a massa nacionalista. Malgrat això crea un centre d'estudis macrobiòtics, el Casal Ignoramus, i el diari El Govern Mundial.

- 1949 – 1953 - Fa aparèixer la revista mèdica Sana. Comença a escriure una carta oberta mensual a 120 personalitats de tot el món. Encoratja els seus estudiants a anar a l'estranger per tal de fer-hi conèixer la macrobiòtica. Per aquestes dates se'n van a Amèrica Michio Kushi, Aveline Kushi, Herman i Cornelia Aihara i Bernadette Kikuchi. Publica El llibre del judo, La joventut de Benjamin Franklin (editats per Publicaciones GEA, Uruguai) i Clara Schumann (Kusa, Gant).

- 1953 - Se'n va del Japó, en companyia de la seva dona Lima, per a divulgar el seu ensenyament a través del món. Escriu Gandhi, un infant etern (Trédaniel, París).

- 1954 - Arriba a l'Índia, on hi estableix un Institut del Principi Únic i una secció japonesa al centre d'estudis d'Aurobindo.

- 1955 - Se'n va a l'Àfrica, on hi farà un dejuni de 54 dies, tot recorrent 7.000 km sense parar de fer conferències i consultes. Arriba a Lambaréné, al centre hospitalari del Dr. Albert Schweitzer.

- 1956 - Trobada amb el Dr. Schweitzer. Contreu les úlceres tropicals, malaltia considerada incurable sense un tractament al·lopàtic, i es guareix amb el seu mètode alimentari per intentar convèncer el "Gran Doctor". En debades. Escriu La filosofia de la medicina d'Extrem Orient (Publicaciones GEA, Uruguai).

- 1957 - Arriba a França i comença a dispensar l'ensenyament de la macrobiòtica sota la seva forma definitiva. Primer campament d'estiu macrobiòtic, a Chelles, que serà conegut més tard com el "campament dels miracles", degut al nombre espectacular de curacions. Crea la revista Yin-Yang i publica Jack i Mitie en la jungla dita Civilització (Publicaciones GEA, Uruguai).

- 1958 - Rep la medalla d'argent de la Vil·la de París. És elegit diputat del moviment internacional Ciutadans del Món.

- 1958 –1964 - Diversos campaments d'estiu a França (Saintes-Maries-de-la-Mer, Préfailles, Ballons, Saint-Médard-de-Guizières) i viatges als EUA Col·labora amb els doctors Chishima i Morishita, biòlegs especialistes del càncer. L'any 1959 presideix el Congrés Mundial de Ciutadans del Món, a Viena, al costat d'altres personalitats. A partir de l'any 1960 s'instal·la a Brussel·les. Obertura de la primera fàbrica europea de productes macrobiòtics anomenada "Lima", a Bèlgica. Organitza campaments d'estiu als EUA (el primer l'any 1960, a Long Island). El mes d'agost del 1963 prediu l'assassinat del president J. F. Kennedy al diari N.Y. Herald Tribune. Publica El zen macrobiòtic, L'era atòmica (tots dos editats per Publicaciones GEA, Uruguai) i El càncer i la filosofia d'Extrem Orient (Ed. Vrin, París).

- 1962 – 1964 - Fa experiments sobre les transmutacions, en col·laboració amb el científic Louis Kervran, del qual tradueix en japonès Les transmutacions biològiques a baixa energia. Aconsegueix transmutar sodi en potassi. Primera fàbrica de productes macrobiòtics als EUA, "Chico-San", a Califòrnia (1962).

- 1965 - Darrer campament d'estiu a França, a Port Manech. Publica la Declaració de la Pau mundial i eterna. Viatja pels EUA i per Europa fent conferències, cursets i consultes. També va al Vietnam.

- 1966 - Organitza al Japó els primers "Jocs Olímpics Espirituals i Culturals" que han de tenir lloc l'estiu amb 300 representants d'arreu del món. El futur mestre de zazen Taisen Deshimaru en serà el secretari general i es comptarà amb la presència del Ministre de la Higiene. Escriu l'Educació de la Voluntat, el seu darrer text en japonès.

- 1966 - El 24 d'abril es mor a casa seva, a Tòquio, d'un atac de cor, sense haver cessat les seves activitats fins al darrer moment.

### Llibres d'Ohsawa traduïts al sud-americà

#### Editats per Publicaciones GEA, Uruguai
- Filosofía de la Medicina de Extremo Oriente
- Macrobiótica Zen
- El Orden del Universo
- El Libro del Judo
- Extractos de la "Guia Práctica de la Medicina Dietética Macrobiótica de Extremo Oriente"
- Jack y Mitie en la Jungla llamada Civilización
- La Era Atómica y la Filosofía de Extremo Oriente.

### Escrits en francès

#### Editats per la Librairie Philosophique J. Vrin, París
- Le Principe Unique de la Philosophie et de la Science d'Extrême-Orient (1931)
- Le Livre des Fleurs (1931)
- L'Acupuncture et la Médecine d'Extrême-Orient (1934)
- 4000 ans d'Histoire de la Chine (1943)
- Deux Grands Indiens au Japon (1954)
- La Philosophie de la Médecine d'Extrême-Orient (1956)
- Jack et Mme Mitie en Occident (1957)
- Le Zen Macrobiotique (1961)
- L'Ère Atomique et la Philosophie d'Extrême-Orient (1962)
- Le Cancer et la Philosophie d'Extrême-Orient (1964)
- La Vie Macrobiotique (1937), avec une Méthode d'Éducation (1966)

#### Altres editors
- Le Livre du Judo (1942) (CIMO, París, distribuït per Vrin)
- Clara Schumann (1948) (Kusa, Gant)
- Gandhi, un Enfant Eternel (1953) (Trédaniel, París)
- Lettres Ignoramus (1957 - 1958) (CIMO, París)
- Aide-mémoire macrobiotique (1961) (Centre Macrobiotique de Belgique)
- Conférences (1957 - 1965) (CIMO, París)